# Bertrimont
Bertrimont és un municipi francès situat al departament del Sena Marítim i a la regió de Normandia. L'any 2007 tenia 253 habitants.

## Demografia

### Població
El 2007 la població de fet de Bertrimont era de 253 persones. Hi havia 79 famílies de les quals 8 eren unipersonals (8 dones vivint soles i 8 dones vivint soles), 25 parelles sense fills, 42 parelles amb fills i 4 famílies monoparentals amb fills.
La població ha evolucionat segons el següent gràfic:
Habitants censats

### Habitatges
El 2007 hi havia 84 habitatges, 76 eren l'habitatge principal de la família, 3 eren segones residències i 4 estaven desocupats. 80 eren cases i 2 eren apartaments. Dels 76 habitatges principals, 65 estaven ocupats pels seus propietaris i 12 estaven llogats i ocupats pels llogaters; 4 tenien dues cambres, 11 en tenien tres, 8 en tenien quatre i 53 en tenien cinc o més. 72 habitatges disposaven pel capbaix d'una plaça de pàrquing. A 39 habitatges hi havia un automòbil i a 37 n'hi havia dos o més.

### Piràmide de població
La piràmide de població per edats i sexe el 2009 era:
| Homes | Edats   | Dones |
| ----- | ------- | ----- |
| 0     | 95 o +  | 0     |
| 0     | 90 a 94 | 0     |
| 4     | 85 a 89 | 12    |
| 0     | 80 a 84 | 0     |
| 12    | 75 a 79 | 12    |
| 4     | 70 a 74 | 4     |
| 4     | 65 a 69 | 8     |
| 4     | 60 a 64 | 4     |
| 4     | 55 a 59 | 4     |
| 0     | 50 a 54 | 4     |
| 12    | 45 a 49 | 0     |
| 8     | 40 a 44 | 8     |
| 4     | 35 a 39 | 8     |
| 4     | 30 a 34 | 4     |
| 12    | 25 a 29 | 12    |
| 0     | 20 a 24 | 4     |
| 8     | 15 a 19 | 4     |
| 12    | 10 a 14 | 4     |
| 12    | 5 a 9   | 0     |
| 8     | 0 a 4   | 8     |

## Economia
El 2007 la població en edat de treballar era de 146 persones, 115 eren actives i 31 eren inactives. De les 115 persones actives 109 estaven ocupades (60 homes i 49 dones) i 5 estaven aturades (4 homes i 1 dona). De les 31 persones inactives 12 estaven jubilades, 10 estaven estudiant i 9 estaven classificades com a «altres inactius».

### Ingressos
El 2009 a Bertrimont hi havia 77 unitats fiscals que integraven 223 persones, la mediana anual d'ingressos fiscals per persona era de 18.430 €.

### Activitats econòmiques
Dels 3 establiments que hi havia el 2007, 1 era d'una empresa extractiva, 1 d'una empresa de serveis i 1 d'una entitat de l'administració pública.
L'any 2000 a Bertrimont hi havia 14 explotacions agrícoles que ocupaven un total de 216 hectàrees.

## Poblacions més properes
El següent diagrama mostra les poblacions més properes.